# Amargosa (Texas)
Amargosa è un census-designated place (CDP) degli Stati Uniti d'America della contea di Jim Wells nello Stato del Texas. La popolazione era di 291 abitanti al censimento del 2010. Prima del 2010, la comunità era raggruppata con la vicina Owl Ranch come parte del census-designated place Owl Ranch-Amargosa. La comunità prende il nome dall'Amargosa Creek che scorre nelle vicinanze. La parola "amargosa" significa "amara" in spagnolo.

## Geografia fisica
Secondo lo United States Census Bureau, il CDP ha una superficie totale di 3,94 km², dei quali 3,93 km² di territorio e 0,02 km² di acque interne (0,39% del totale).

## Società

### Evoluzione demografica
Secondo il censimento del 2010, la popolazione era di 291 abitanti.

### Etnie e minoranze straniere
Secondo il censimento del 2010, la composizione etnica del CDP era formata dal 90,38% di bianchi, lo 0% di afroamericani, lo 0% di nativi americani, lo 0% di asiatici, lo 0% di oceanici, l'8,59% di altre razze, e l'1,03% di due o più etnie. Ispanici o latinos di qualunque razza erano il 91,07% della popolazione.